# Cine silente de Chile
El cine silente en Chile abarca el período de la historia del cine chileno en el que las películas no contaban con sonido sincronizado, en los inicios de la historia del cine. Esta época se extendió aproximadamente desde finales del siglo XIX hasta principios de la década de 1930, marcando los inicios de la cinematografía en el país.

## Historia

### Inicios y Pioneros (c. 1896 - 1910)

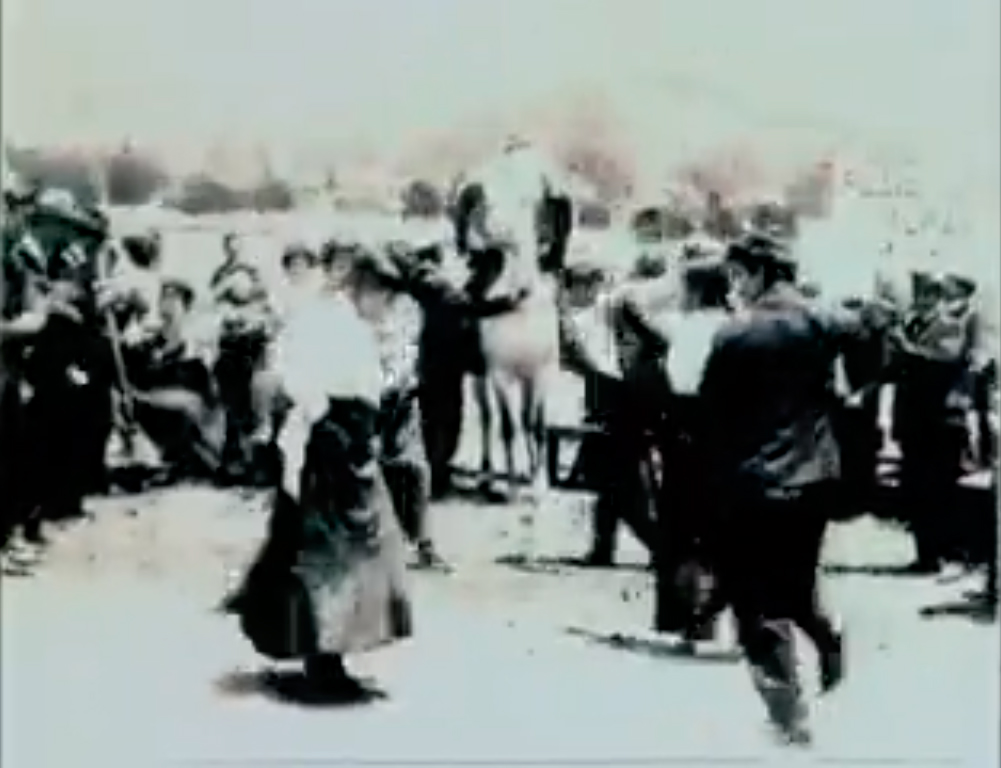
Fotograma del cortometraje Un paseo a Playa Ancha.

El 25 de agosto de 1896, llega del cinematógrafo a Chile, poco después de su invención por los hermanos Lumière, marcó el inicio de la exhibición de películas en el país.  Las primeras proyecciones consistían principalmente en cortometrajes documentales y escenas de la vida cotidiana, a menudo importados desde Europa. Las máquinas recorrieron el país realizando exhibiciones.
En mayo de 1897, el cinematógrafo llega a la ciudad de Iquique donde entre el pública se encontraba el fotógrafo Luis Oddó Osorio, considerado uno de los primeros cineastas chilenos filmó las primeras películas rodadas en Chile, cortometrajes documentales que mostraban la vida cotidiana como era la costumbre de aquella época, siendo Una cueca en Cavancha, es considerada la primera película realizada y estrenada en Chile y muestra a una joven pareja bailando cueca en esta playa de Iquique.  En aquel mismo año también se estrenan los cortometrajes Llegada de un tren de pasajeros del interior a Iquique, Bomba Tarapacá n.º 7 , Grupo de gananciosos en la partida de Football entre caballeros de Iquique y de la pampa y Desfile en honor del Brasil.
Posteriormente, otros autores realizaron cortometrajes de estilo similar, como: Las carreras de Viña del Mar de 1900, Ejercicio general del Cuerpo de Bomberos, Ejercicios de cadetes en la Escuela Naval  de 1902, y Un paseo a Playa Ancha de 1903 del director francés Maurice Albert Massonnier, la película más antigua que se puede ver en la actualidad.  Este carácter documental retrató hechos que eran importantes en la época como la visita de la delegación de Argentina en Chile o una travesía por el estrecho de Magallanes.

### Desarrollo y Primeras Narrativas (c. 1910 - 1920)

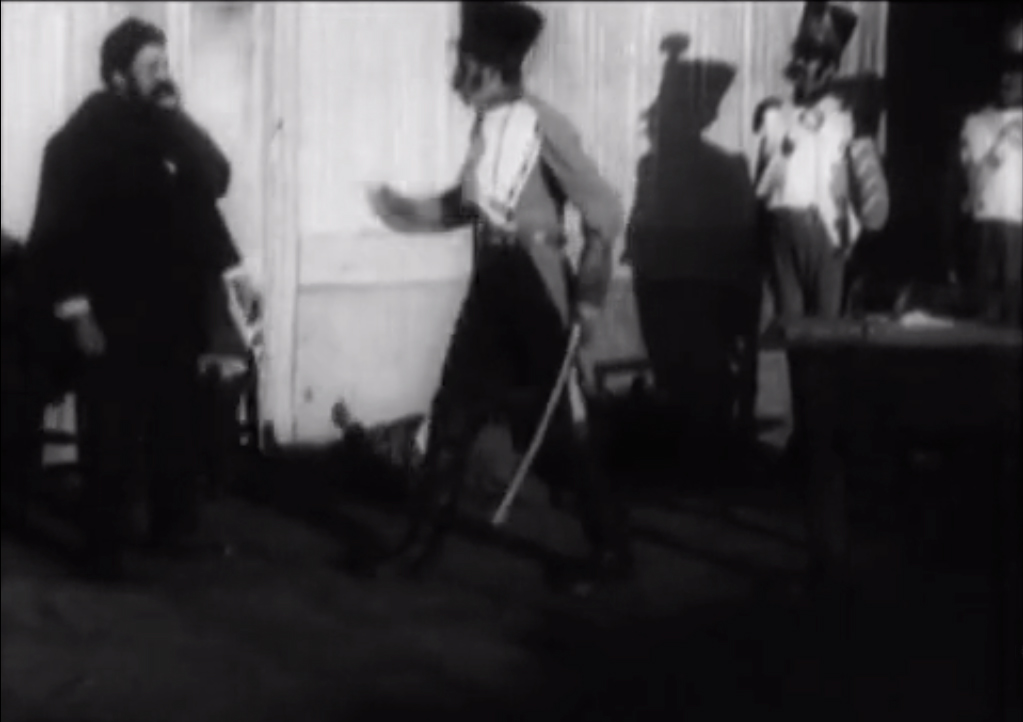
Fotograma de la película Manuel Rodríguez de 1910

En 1910 con motivo de las celebraciones  Centenario de Chile, se produce un fuerte impulso a las primeras producciones cinematográficas, en este contexto de conmemoraciones y fiestas nacen las llamadas actualidades, que eran películas documentales que contaban las últimas novedades, fueron el antecedente directo de los noticieros cinematográficos que vendrían años más tarde, se grabaron eventos importantes como la inauguración del Palacio de Bellas Artes, el Te Deum en la Catedral, la parada militar en el Parque Cousiño o la Revista Naval en Valparaíso, a estos registros documentales se les conoce como las Actualidades del Centenario.  En estos años se produce la primera película de ficción nacional, el cortometraje Manuel Rodríguez, dirigido por Adolfo Urzúa Rosas.
En 1915 se establece en Chile el director italiano Salvador Giambastiani, fundó el estudio y laboratorio fotográfico Estudios Giambastiani Films, que posteriormente recibiría el nombre de Chile films Co., fue el director de La baraja de la muerte de 1916, siendo el primer largometraje de ficción de la historia de Chile, además de la primera película en ser censurada, debido a que su trama estaba basada en un caso judicial aún sin resolver. Dirigió  el  largometraje documental  "Recuerdos del mineral del Teniente" en 1919, uno de los primeros documentales con una intención narrativa, con un montaje complejo y varios puntos de vista. Su esposa, la también directora Gabriela Bussenius, dirigió La agonía de Arauco en 1917, convirtiéndose en el primer largometraje dirigido por una mujer en Chile.
Otra figura destacada en esta década es el director italiano Arturo Mario, quien dirigiría Alma chilena (1917), Todo por la patria o El girón de la bandera (1918),  La avenida de las acacias (1918) y Manuel Rodríguez (1920).

### La Época Dorada del Cine Mudo Chileno (c. 1920 - 1930)

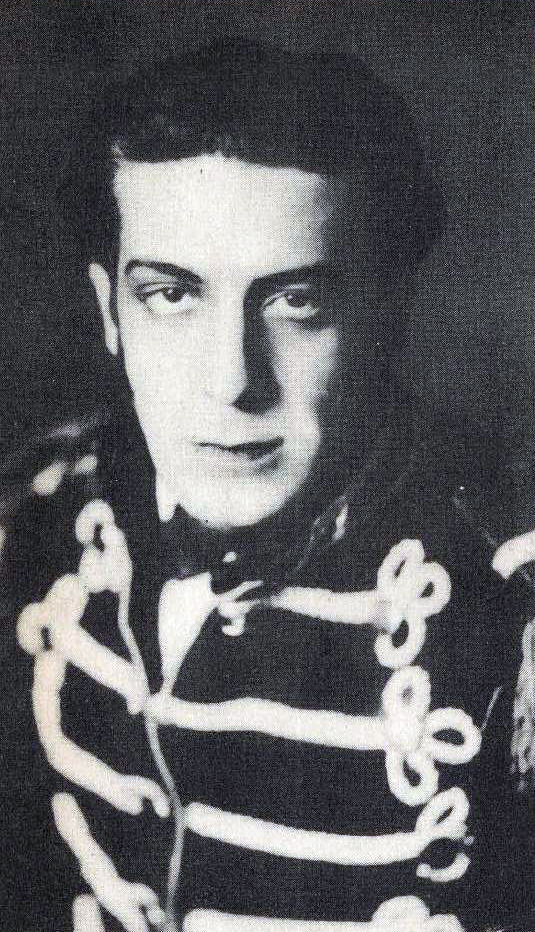
Pedro Sienna caracterizado como Manuel Rodríguez para la película El húsar de la muerte.

Durante el siglo XX, la década de 1920 fue la década más fecunda del cine chileno, siendo 1925 el año más productivo con quince películas de ficción, cifra que no fue superada hasta 2005.
En 1921 se estrena el primer cortometraje de animación La transmisión del mando supremo de Alfredo Serey Vial y Nicolás Martínez Esquerro, cortometraje que representaba la transmisión de mando presidencial entre  Juan Luis Sanfuentes y Arturo Alessandri ocurrido en 1920.
Entre las producciones destacadas de esta década se encuentra Uno de abajo de  Armando Rojas Castro, estrenada en el año 1920 y que abordaba la problemática social del alcoholismo.  Destaca la figura del actor y director Pedro Sienna, quien dirigió y protagonizó películas como El hombre de acero (1917), Los payasos se van(1921), El empuje de una raza (1922), Un grito en el mar (1924), El húsar de la muerte (1925)  y La última trasnochada (1926), también actúo en películas del director Arturo Mario. De todas sus películas la más famosa es El húsar de la muerte, siendo una de las pocas películas del cine mudo chileno que se pueden ver en la actualidad, la película recibió en el año 1998 la categoría de Monumento Histórico.
Nicanor de la Sotta dirige los filmes Golondrina (1924), Pueblo Chico... Infierno Grande (1925), Juventud, Amor y Pecado (1926) y A las armas (1927).  Siendo Golondrina un éxito comercial en su época.
Otro director destacado es Carlos Borcosque que dirigió durante este periodo Hombres de esta tierra (1922), Martín Rivas (1925) y El huérfano (1926), director que años más tarde destacaría en el cine argentino.
A mediados de la década, ante el auge del salitre, se pensó en crear un Hollywood sudamericano en la ciudad de Antofagasta, se produjeron una decena de películas, de las cuales sólo quedan unos pocos minutos del film  Vergüenza (1928), de Juan Pérez Berrocal. De esta proyecto de creación de una industria cinematográfica destaca la figura del director iquiqueño Alberto Santana, que dirigió filmes como Los carbunclos de Arlequín, Bajo dos banderas, Madres Solteras, Cocaína.
Uno de los directores más destacados del cine silente fue Jorge Délano (Coke), quien dirigió las películas: Rayo invencible (1925),  Juro no volver a amar (1925),  Luz y sombra (1926) y  La calle del ensueño (1929), esta última película fue presentada y es premiada en la Exposición Internacional de Sevilla, presentaba como novedad que mezclaba imagen real con animación emulando los cortos de Alicia de Walt Disney
Dentro de los cineastas de femeninas se encuentran Malditas sean las mujeres (1925) de Rosario Rodríguez de la Serna y El lecho nupcial (1926) de Alicia Armstrong de Vicuña.
En el ámbito del cine documental destaca la figura del sacerdote salesiano italiano Alberto María de Agostini, destacando sus documentales sobre la zona de Magallanes en las películas Tierra del Fuego (1928) y Tierras Magallánicas (1933), siendo la segunda un remontaje de la primera. Su obra es el único registro cinematográfico de los pueblos indígenas de la zona (Selknam, Kawéskar y Yagán).

### Transición al Sonoro (c. 1930 - 1935)
La arremetida de distribuidoras extranjeras y la Gran Depresión produjo un declive en la industria cinematográfica chilena. Directores como Carlos Borcosque y Alberto Santana se van del país, otros directores se retiran como Pedro Sienna. La llegada del cine sonoro de Hollywood a las salas chilenas con Melodías de Broadway en 1930, provocó que el público local perdierá el interés por las producciones nacionales. Dentro de los primeros intentos de cine sonoro se encuentra Canción de amor  (1930) de Juan Pérez Berrocal, una película con segmentos sonorizados mediante discos sincronizados con la película. En 1934 llega la primera sonora chilena, Norte y sur, dirigida por Jorge Délano, el mismo año se estrena de forma póstuma la última película muda A las armas del director Nicanor de la Sotta.